# Aphrophora princeps
Aphrophora princeps är en insektsart som beskrevs av Walley 1928. Aphrophora princeps ingår i släktet Aphrophora och familjen spottstritar. Inga underarter finns listade i Catalogue of Life.